# Малая Ляга
Малая Ляга — река в России, протекает по территории Троицко-Печорского района Республики Коми. Устье реки находится в 1370 км по правому берегу реки Печора. Длина реки составляет 13 км.
Река берёт начало в центральной части болота Ичет-Лягаилнюр в 10 км к северо-востоку от посёлка Шерляга. Течёт на юго-запад, затем поворачивает на юг, всё течение проходит по ненаселённому, частично заболоченному лесу. Именованных притоков не имеет. Впадает в Печору у посёлка Шерляга.

## Данные водного реестра
По данным государственного водного реестра России относится к Двинско-Печорскому бассейновому округу, водохозяйственный участок реки — Печора от истока до водомерного поста у посёлка Шердино, речной подбассейн реки — Бассейны притоков Печоры до впадения Усы. Речной бассейн реки — Печора.
По данным геоинформационной системы водохозяйственного районирования территории РФ, подготовленной Федеральным агентством водных ресурсов:
- Код водного объекта в государственном водном реестре — 03050100112103000059775
- Код по гидрологической изученности (ГИ) — 103005977
- Код бассейна — 03.05.01.001
- Номер тома по ГИ — 03
- Выпуск по ГИ — 0